# Phymatodes amoenus
Phymatodes amoenus es una especie de escarabajo longicornio del género Phymatodes, tribu Callidiini, familia Cerambycidae. Fue descrita científicamente por Say en 1824.
Se distribuye por Estados Unidos y Canadá. Mide 5-7 milímetros de longitud. El período de vuelo ocurre en los meses de marzo, abril, mayo, junio, julio y agosto. Parte de su dieta se compone de plantas de las familias Ebenaceae, Fagaceae, Rosaceae y Vitaceae.